# Amleto (Scarlatti)
Amleto es una ópera o drama musical de Domenico Scarlatti, compositor barroco italiano (1685-1757). No es seguro que el argumento se haya basado en la tragedia shakesperiana Hamlet, ya que para esta obra el dramaturgo inglés abrevó en fuentes de larga data previa y diversidad de origen, bien conocidas en el ámbito cultural europeo.
Por desgracia, de la partitura, actualmente existe solamente un aria, en el Conservatorio de Bolonia, Italia. Por ello se puede únicamente inferir que su estilo sea semejante al de la modalidad imperante en la época.

## Autores que abordan el mismo tema
De igual título (o semejante, por variante gráfica), existen obras operísticas de los italianos Saverio Mercadante (1822) y Franco Faccio (1865), el francés Ambroise Thomas (1868) y el británico Humphrey Searle (1968).